# Agua Buena
Agua Buena is een deelgemeente (corregimiento) van Los Santos in de provincie Los Santos in Panama. In 2015 was het inwoneraantal 1200.